# Scapnetes rufus
Scapnetes rufus är en stekelart som först beskrevs av Léon Abel Provancher 1876.  Scapnetes rufus ingår i släktet Scapnetes och familjen brokparasitsteklar. Inga underarter finns listade i Catalogue of Life.